# Tor hemispinus
Tor hemispinus är en fiskart som beskrevs av Chen och Chu, 1985. Tor hemispinus ingår i släktet Tor och familjen karpfiskar. Inga underarter finns listade i Catalogue of Life.